# ISO 3103

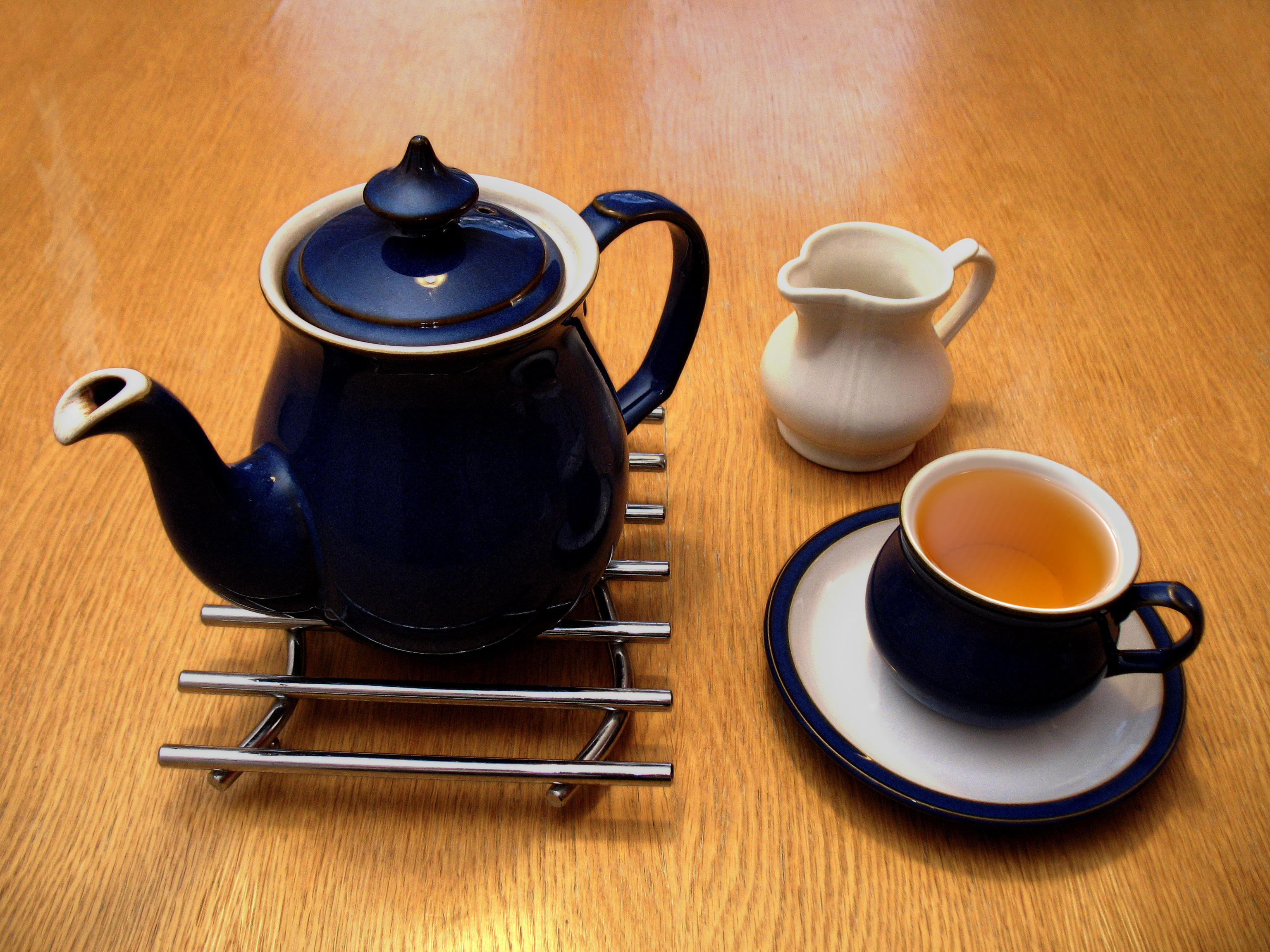
Une coupe de thé, une théière et un pot de lait pour la préparation d'un thé au lait.

La norme ISO 3103 est une norme internationale publiée par l'Organisation internationale de normalisation (ISO) qui spécifie une méthode standardisée d'infusion du thé. Elle a été rédigée par le comité technique 34 de l'ISO (produits alimentaires), sous-comité 8 (thé) après la publication en 1980 de la norme BS 6008:1980 de l’organisme British Standards Institute (BSI).
Le résumé de la norme indique :

« La méthode consiste en l'extraction de substances solubles à partir de feuilles de thé séchées, contenues dans un récipient en porcelaine ou en faïence, par le biais d'une eau à peine bouillante et le versement de la boisson dans une tasse de porcelaine blanche ou de terre cuite en vue d'un examen des propriétés organoleptiques des feuilles infusées, et de la boisson avec ou sans lait, ou les deux. »

Ce standard n'est donc pas destiné à définir la bonne méthode pour infuser le thé, mais plutôt à documenter la procédure d'infusion du thé afin de procéder à des comparaisons sensorielles.
Le prix Ig Nobel de littérature de 1999 a été décerné au British Standards Institute pour ce travail.

## Détails
Afin de maintenir des résultats cohérents, les recommandations suivantes sont données par la norme :
- Le récipient doit être en porcelaine blanche ou de vitrage en terre cuite et avoir un bec verseur. Il devrait également avoir un couvercle qui s'y adapte parfaitement.
- Si un grand récipient est utilisé, il devrait contenir un maximum de 310 ml (± 8 ml) et doit peser 200 g (± 10 g).
- Si un petit récipient est utilisé, il devrait contenir un maximum de 150 ml (± 4 ml) et doit peser 118 g (± 10 g).
- 2 grammes de thé (mesuré avec une précision de ± 2 %) par 100 ml d'eau bouillante sont placés dans le récipient.
- L'eau à peine bouillante est versée dans le récipient jusqu'à environ 4 à 6 mm du bord. Comptez 20 secondes pour laisser l'eau se refroidir.
- L'eau devrait être similaire à l'eau potable de l'endroit où le thé sera consommé
- Le temps de préparation est de six minutes.
- Le thé infusé est ensuite versé dans une tasse de porcelaine blanche ou de faïence.
- Si une grande tasse est utilisée, elle doit avoir une capacité de 380 ml et peser 200 g (± 20 g)
- Si une petite tasse est utilisée, elle doit avoir une capacité de 200 ml et peser 105 g (± 20 g)
- Si le thé nécessite du lait, alors il peut être ajouté avant ou après le versement du thé infusé.
- Le lait ajouté après le versement du thé a un meilleur goût lorsque sa température est comprise entre 65 et 80 degrés Celsius.
- Il faut utiliser 5 ml de lait pour une grande tasse ou 2,5 ml pour une petite tasse.

## Normes concurrentes
En 2003, la Royal Society of Chemistry a publié un communiqué intitulé « How to make a Perfect Cup of Tea » — de l'anglais signifiant littéralement « comment faire une tasse de thé parfaite. »